# 大卫六世
大卫六世·纳林（1225年—1293年），格鲁吉亚国王。

## 生平
大卫·纳林是格鲁吉亚女王鲁速丹之子。鲁速丹于1245年去世，她生前希望其子大卫·纳林能取代其侄大衛·拉沙继承王位。当时格鲁吉亚为蒙古附属国，最终蒙古大汗贵由决定两人皆封为王，大卫·纳林封为大卫六世，大卫·拉沙封为大卫七世，但大卫六世需服从大卫七世。大卫七世治哈儿特里，大卫六世则治亦米莱忒。
1259年，大卫六世治下的亦米莱忒独立，建立亦米莱忒王国，他自称为大卫一世。他曾反抗蒙古统治，但最终于1262年臣服了旭烈兀的伊儿汗国。1269年，察合台之孙捏古迭而（察合台庶子木期·哲别之子）来到亦米莱忒，希望与伊儿汗国阿八哈对抗。但因对捏古迭而的恐吓手段不满，大卫六世与阿八哈将军失列门那颜合作，击败了捏古迭而。尽管如此，阿八哈还是试图推翻大卫六世的统治，但最终大卫六世得以保持独立。之后，他还进军特拉比松帝国并占领了部分土地。同时，他于1284年帮助狄奧多拉（其母亲为格鲁吉亚人）夺得了特拉比松皇位。
大卫六世于1293年在库歹去世，其王位由长子君士坦丁一世（Constantine I）继承。